# Tres sonatas para piano, WoO 47 (Beethoven)

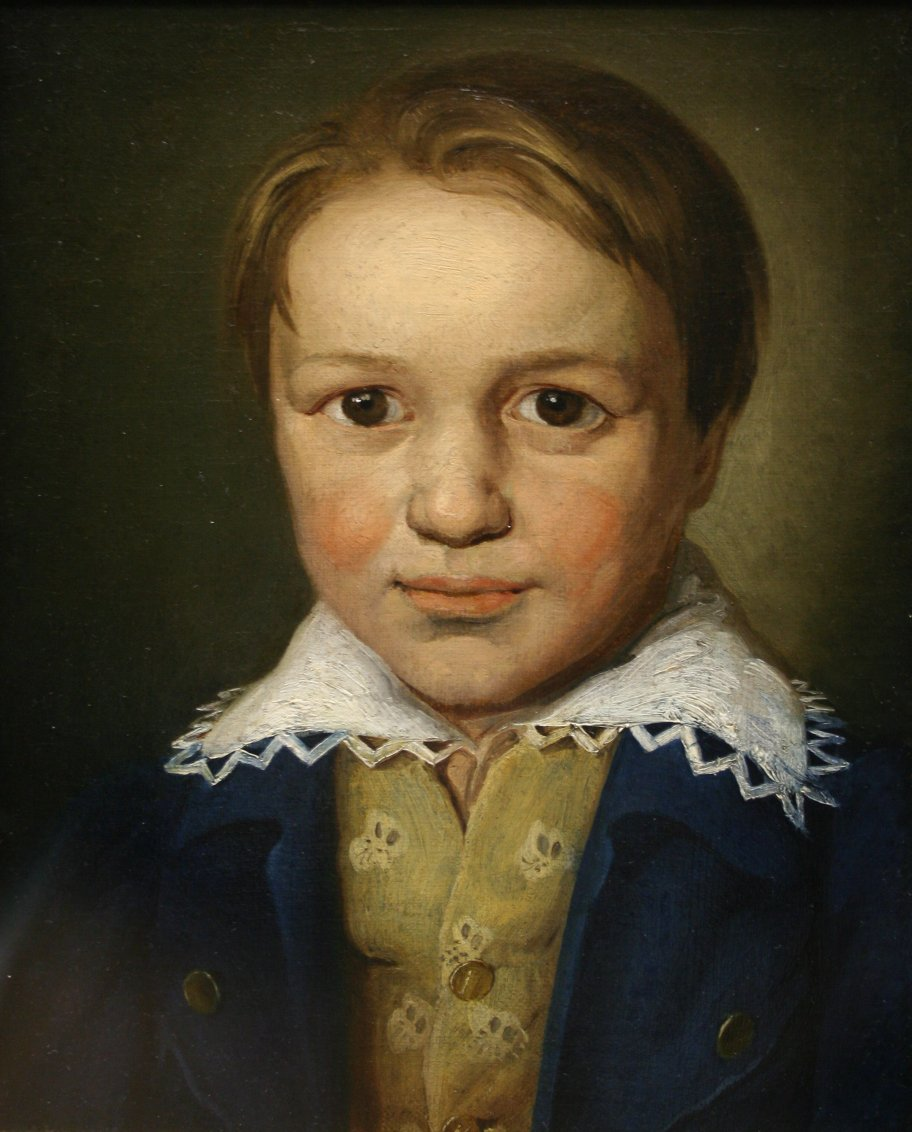
Beethoven a los 13 años hacia 1783.

Las Tres sonatas para piano, WoO 47, también conocidas como Kurfürstensonaten (Sonatas al elector), son un conjunto de tres obras escritas para piano que probablemente fueron compuestas por Ludwig van Beethoven entre 1782 y 1783, cuando tenía entre doce y trece años. Fueron publicadas por Bossler en Speyer en octubre de 1783. Las piezas están dedicadas al arzobispo Maximiliano Friedrich que era el príncipe elector (en alemán Kurfürst) de Colonia, de ahí la denominación Kurfürstensonaten. Estas creaciones muestran cierto nivel de precocidad y se consideran precursoras de sus posteriores obras maestras.

## Historia

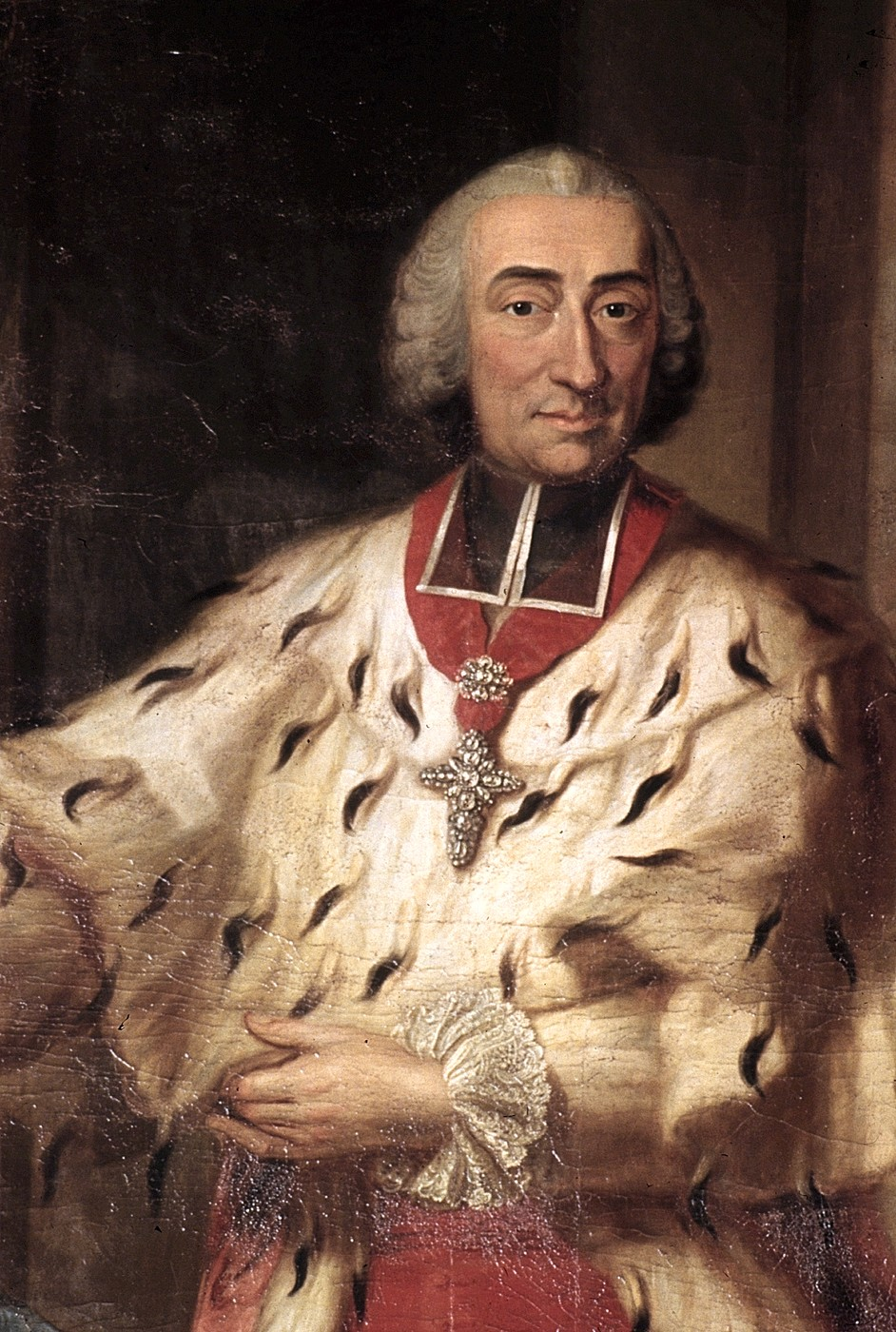
Arzobispo Maximiliano Friedrich, dedicatario de las piezas.

Al igual que Mozart, el talento musical de Beethoven fue reconocido a una edad temprana, y estas tres sonatas para piano dan una primera muestra de las habilidades del compositor, así como de su audacia. Beethoven escribía en una forma que normalmente intentaban compositores mayores y más maduros, ya que la sonata era una piedra angular de la literatura pianística clásica. Puesto que fueron escritas a una edad tan temprana (y el propio Beethoven no les asignó números de opus), las obras se han omitido históricamente del canon de las sonatas para piano de Beethoven. No obstante, Barry Cooper incluyó el trío en su edición crítica de las sonatas creada para ABRSM, argumentando que "Una edición completa tiene que ser completa, y si ignoras las obras tempranas, no muestras la trayectoria más larga del desarrollo del compositor". La inclusión de estas tres obras eleva el número total de sonatas para piano de Beethoven de 32 a 35 (con el incipit de un posible 36 identificado por Thayer).
El editor Bossler en la revista Magazin der Musik de Carl Friedrich Cramer del 14 de octubre de 1783, anunció la publicación de las piezas en los siguientes términos:

«Louis van Beethoven, tres Sonatas para piano; una notable composición de un joven genio de once años, dedicada al Elector de Colonia.»

Deseoso de promover a su hijo como niño prodigio, el padre de Beethoven había "rebajado a su hijo dos años".
Mucho más tarde, Beethoven escribió en un ejemplar de estas tres sonatas:

«Estas sonatas y las Variaciones Dressler son mis primeras obras.»

Estas sonatas se distinguen, en la edición original, por una articulación muy abundante (la versión autógrafa ha desaparecido), al tiempo que presentan diferencias en lugares similares que aumentan por sí solas el encanto de estas piezas más bien sencillas. Demuestran que Beethoven estaba sorprendentemente familiarizado con la música de su época, especialmente la de los hijos de Johann Sebastian Bach, la Escuela de Mannheim y el primer clasicismo vienés.
Las tres sonatas no carecen de puntos débiles, el primero de los cuales es la falta de continuidad. Los cambios de una sección a otra a menudo resultan torpes, y este problema sólo se resuelve realmente en el final de la tercera. No obstante, estas sonatas muestran muchos toques bellos y originales, así como una propensión al estilo orquestal que sugiere que Beethoven ya contemplaba la composición de sinfonías. La costumbre de separarlas del corpus de las "32 sonatas", de ignorarlas en la numeración de los opus y de omitirlas en las ediciones y grabaciones supuestamente completas de las sonatas para piano de Beethoven, es difícilmente justificable. Hay mucha menos distancia entre estas tres sonatas y las de la Op. 49 (Sonatas n.º 19 y n.º 20) que entre estas últimas y el Hammerklavier.

## Las obras

### Sonata para piano n.º 1 en mi bemol mayor
La pieza consta de tres movimientos:
- I. Allegro cantabile, en mi bemol mayor
- II. Andante, en si bemol mayor
- III. Rondo: vivace, en mi bemol mayor

El segundo tema del primer movimiento se parece mucho a una parte del primero, de modo que en la recapitulación el primer tema se puede omitir por completo sin que se note su ausencia. Una de las principales características del pensamiento beethoveniano queda patente en esta sonata: el desarrollo de una multitud de motivos y caracteres contrastados a partir de una célula básica. La vivacidad del Rondó revela el evidente placer de Beethoven por su propio virtuosismo.
No se admite la reproducción de audio en este navegador. Se puede descargar el archivo de audio.

### Sonata para piano n.º 2 en fa menor
La pieza consta de tres movimientos:
- I. Larghetto maestoso – Allegro assai, en fa menor
- II. Andante, en la bemol mayor
- III. Presto, en fa menor

Las ideas musicales se individualizan en esta sonata, donde se expresan las emociones más fuertes. En la concepción de la época, la tonalidad de fa menor se percibe como severa y apasionada, y Beethoven volvería más tarde a este carácter, sobre todo en las Sonatas Op. 2 n.º 1 y Op. 57. El primer movimiento, profundamente beethoveniano, comienza con una introducción lenta que hace abundante uso de los registros contrastantes. La aparición del tema principal mediante repeticiones y el cambio de tempo a allegro prefiguran ya la Sonata Patética. El Presto, con sus pasajes al unísono y sus líneas agitadas, pone un apasionado colofón a esta notable obra, escrita por un niño.
No se admite la reproducción de audio en este navegador. Se puede descargar el archivo de audio.

### Sonata para piano n.º 3 en re mayor
La pieza consta de tres movimientos:
- I. Allegro, en re mayor
- II. Menuetto – Sostenuto, en la mayor
- III. Scherzando: Allegretto, ma non troppo, en re mayor

En el primer movimiento el segundo tema se presenta como era de esperar, en la dominante, pero en la recapitulación reaparece tras sólo cuatro compases, y en la tonalidad de sol mayor en lugar de re mayor, lo que crea interesantes ambigüedades sobre su verdadero estatus. El Menuetto cuenta con seis variaciones, la cuarta de las cuales es técnicamente difícil de tocar a tempo de minueto. El compositor vuelve a utilizar sol mayor como sustituto de re mayor en parte del final, estableciendo así una relación tonal a gran escala del tipo normalmente asociado con el Beethoven maduro. El sentimiento humorístico sugerido en el Scherzando se convertiría en algo habitual en la obra de Beethoven.
No se admite la reproducción de audio en este navegador. Se puede descargar el archivo de audio.

## Discografía
- 1990 – Beethoven: Piano Sonatas Woo 47, 'Kurfurstensonaten'. Con Jenő Jandó al piano (Naxos 8.550255).[15]
- 1996 – Beethoven: Sonatas WoO 47 n.º 1 & n.º 2. Con Emil Gilels al piano (DG 453 224-2).
- 1997 – Complete Beethoven Edition, Vol. 6: Piano Works, CD 2. Con Jörg Demus al piano (DG 453 733-2).[16]
- 2007 – Beethoven: Sonates WoO 47 n.º 1 & n.º 2. Con Ulrich Staerk al piano (Brilliant Classics 93553/56).[17]
- 2010 – Beethoven: Complete works for solo piano, Vol.9. Con Ronald Brautigam al fortepiano (BIS BIS-SACD-1672).[18]